# Plants issus de fragments de tige
 (novembre 2017).
Si vous disposez d'ouvrages ou d'articles de référence ou si vous connaissez des sites web de qualité traitant du thème abordé ici, merci de compléter l'article en donnant les références utiles à sa vérifiabilité et en les liant à la section « Notes et références ».
La technique de Plants issus de fragments de tige (PIF) est une technique de multiplication horticole de plants de bananier, développée au début des années 1990 par Moise Kwa alors chercheur agronome du Centre africain de recherches sur bananiers et plantains (CARBAP) au Cameroun. 
Cette technique est devenue une méthode efficace de production massive du matériel végétal du bananier. Elle est utilisée en Afrique et dans le monde, et possède l'avantage de pouvoir être réalisée par les producteurs en utilisant des matériaux locaux auxquels ils ont facilement accès et à des coûts dérisoires, en lieu et place de l'achat de vitroplants plus coûteux et souvent peu accessibles aux petits producteurs.